# Nicolas Louis Mariette
Pour les articles homonymes, voir Mariette.
Nicolas Louis Mariette  est un maître menuisier ébéniste né vers 1730 et mort vers 1789. 
Il était parent de Claude-Louis Mariette, reçu maître menuisier ébéniste le 18 novembre 1765. 
Nicolas Louis Mariette travailla pendant une vingtaine d’années comme ouvrier libre dans l’enclos de Saint Antoine à Paris avant d’être reçu maître menuisier ébéniste le 1er octobre 1770. À ses débuts, il s'établit à l’enseigne « Au Roy de Naples » Rue de la Roquette à Paris, puis il déménagea lors de l’obtention de sa maitrise pour s’installer Rue de Charenton Paris 12e jusqu’en 1788,,. date à laquelle il cessa son activité.
Ses meubles de la période postérieure à 1770 sont estampillés « N-L MARIETTE » et souvent accompagnés d’une contre-marque appliquée par un poinçon sculpté des lettres accolées: «JME» Jurés Menuisiers-Ebénistes (marque de la Jurande des Menuisiers Ebénistes). Sous Louis XV, ses sièges raffinés offrent souvent un design original,,. Il sut parfaitement adapter ses modèles sous Louis XVI, en créant des sièges généralement reposant sur des pieds fuselés à cannelures rudentées d'une grande finesse et légèreté. Il mérite une place enviable dans la phalange des bons fabricants de sièges du XVIIIe siècle 